# Битка при Алалия
Битката при Алалия е морско сражение между древногръцкия флот (състоящ се от 60 кораба) и обединения етруско-картагенски флот (120 кораба), състояло се през 539 г. пр.н.е. или по-други сведения през 535 г. пр.н.е. в близост до остров Корсика.
В хода на сражението гръцкият флот бил поголовно разбит и потопен. Гърците губят 40 кораба и са принудени да изоставят колонията си Алерия и основават впоследствие Елея.
От всички антични автори единствено Херодот приписва на гърците победа в тази битка. Като повод за войната се сочи от античните автори обстоятелството, че Корсика била превърната в древногръцка пиратска база.

## Значение
Гърците-фокейци евакуират своите поселения-колонии от Корсика, която преминава под властта на етруските. Пунически Картаген се закрепя в Сардиния и стеснява ареала на/за древногръцки влияние в Западното Средиземноморие, особено след унищожаването от пуните на Тартес. .